# Mistrzostwa Saary w piłce nożnej mężczyzn
Mistrzostwa Saary w piłce nożnej (niem. Saarländische Fußballmeisterschaft) – rozgrywki piłkarskie, prowadzone cyklicznie – corocznie lub co sezonowo (na przełomie dwóch lat kalendarzowych) – mające na celu wyłonienie najlepszej męskiej drużyny w Protektoracie Saary. Zostały rozwiązane latem 1951 roku, po przyłączeniu klubów do Niemieckiego Związku Piłki Nożnej (DFB), ponownie założonego 10 lipca 1949 roku. Protektorat Saary został zlikwidowany z dniem 1 stycznia 1957 i stał się częścią Niemiec Zachodnich.

## Historia
Mistrzostwa Saary w piłce nożnej oficjalne rozgrywane są od 1948 roku. Do 1951 rozgrywki odbywały się w wielopoziomowych ligach: Ehrenliga oraz niższej lidze regionalnej.
Po zakończeniu II wojny światowej 26 lipca 1945 na mocy decyzji Europejskiej Komisji Doradczej Saara stała się częścią francuskiej strefy okupacyjnej. Niemal natychmiast Francuzi rozpoczęli działania mające na celu degermanizację obszaru Saary. 15 grudnia 1947 terytorium Saary stało się oficjalnie protektoratem pod francuską kontrolą. Federacja regionalna uzyskała niezależne członkostwo FIFA w 1947 roku. Po sezonie 1947/48 piłka nożna w tym regionie została całkowicie oddzielona od rozgrywek o mistrzostwo Niemiec. W sezonie 1948/49 przeprowadzono pierwsze rozgrywki o mistrzostwo Saary. Drugopoziomowa regionalna liga zwana Ehrenliga została podniesiona do rangi najwyższej ligi w kraju. Czterech klubów z Saary, które występowały w mistrzostwach Niemiec w Oberlidze, 1. FC Saarbrücken (2.miejsce w sezonie 1947/48 za Kaiserslauternem), VfB Neunkirchen (4.miejsce), SV Saar 05 Saarbrücken (9.miejsce) i SV Völklingen (11.miejsce) zmuszeni byli dołączyć do Ehrenligi. 1. FC Saarbrücken odmówił wejścia do ligi (dla nich było zupełnie nie interesujące z punktu widzenia konkurencji), delegując swoją drugą drużynę. Tymczasem, 1. FC Saarbrücken w sezonie 1948/49 grał poza konkursem we francuskiej Division 2, zdobywając najwięcej punktów. Jednak w następnym sezonie 1949/50 klub otrzymał odmowę ponownego udziału w drugiej lidze francuskiej. Wtedy klub zorganizował w roku 1950 i 1951 międzynarodowy turniej Saarlandpokal, na który zaproszono różne kluby zagraniczne.
W inauguracyjnym sezonie 1948/49 wystąpiło 14 drużyn w Ehrenlidze. W kolejnych sezonach liczba uczestników Ehrenligi zmieniała się od 12 drużyn do 14 drużyn, podobnie jak liczba spadających o klasę niżej – od 1 do 2.
Począwszy od sezonu 1951/52 Ehrenliga została włączona do niemieckiego systemu lig jako druga liga regionalna o nazwie Amateurliga Saarland (pod Oberligą Südwest). 1. FC Saarbrücken dołączył do Oberligi Südwest, wygrywając grupę z 6 punktami przewagi, a potem dotarł aż do finału mistrzostw Niemiec Zachodnich, gdzie przegrał 2:3 z VfB Stuttgart.

## Mistrzowie i pozostali medaliści
| Sezon              | K | K | T | Mistrz                   | Wicemistrz             | III miejsce          | Br. | Król strzelców | Uwagi     |
| Ehrenliga Saarland |   |   |   |                          |                        |                      |     |                |           |
| 1948/1949          |   |   | 1 | VfB Neunkirchen          | SV Saar 05 Saarbrücken | FC Ensdorf           | ?   | ?              | 14 klubów |
| 1949/1950          |   |   | 1 | Sportfreunde Saarbrücken | VfB Neunkirchen        | 1. FC Saarbrücken II | ?   | ?              | 12 klubów |
| 1950/1951          |   |   | 1 | 1. FC Saarbrücken II     | SV Merchweiler         | SV Sankt Ingbert     | ?   | ?              | 14 klubów |

## Statystyka

### Klasyfikacja według klubów
W dotychczasowej historii Mistrzostw Saary na podium oficjalnie stawało w sumie 6 drużyn. Sportfreunde Saarbrücken, 1. FC Saarbrücken II i VfB Neunkirchen po razu zdobyli tytuł mistrzowski.
Stan na maj 2017.
| Lp. | Klub                     | Miejsca na podium | Miejsca na podium | Miejsca na podium | Zwycięskie sezony |   |   |           |
| --- | ------------------------ | ----------------- | ----------------- | ----------------- | ----------------- | - | - | --------- |
| Lp. | Klub                     | 1.                | VfB Neunkirchen   | 1                 | Zwycięskie sezony | 1 | 0 | 1948/1949 |
| 2.  | 1. FC Saarbrücken II     | 1                 | 0                 | 1                 | 1950/1951         |   |   |           |
| 3.  | Sportfreunde Saarbrücken | 1                 | 0                 | 0                 | 1949/1950         |   |   |           |
| 4.  | SV Saar 05 Saarbrücken   | 0                 | 1                 | 0                 |                   |   |   |           |
| 4.  | SV Merchweiler           | 0                 | 1                 | 0                 |                   |   |   |           |
| 6.  | FC Ensdorf               | 0                 | 0                 | 1                 |                   |   |   |           |
| 6.  | SV Sankt Ingbert         | 0                 | 0                 | 1                 |                   |   |   |           |

### Klasyfikacja według miast
Siedziby klubów: Stan na maj 2017.
| Miasto      | Liczba tytułów | Kluby                                                  |
| ----------- | -------------- | ------------------------------------------------------ |
| Saarbrücken | 2              | Sportfreunde Saarbrücken (1), 1. FC Saarbrücken II (1) |
| Neunkirchen | 1              | VfB Neunkirchen (1)                                    |

## Uczestnicy
Są 20 zespołów, które wzięli udział w 3 sezonach Mistrzostw Saary, które były prowadzone od 1948/49 aż do sezonu 1950/51 łącznie. 8 zespołów były zawsze obecni w każdej edycji.
- 3 razy: 1. FC Saarbrücken II, ASC Dudweiler, FC Ensdorf, FC Homburg, Sportfreunde Saarbrücken, SV Merchweiler, SV Saar 05 Saarbrücken, SV Völklingen
- 2 razy: FV Puttlingen, SC Friedrichsthal, SV Mittelbexbach, VfB Neunkirchen
- 1 raz: Hellas Marpingen, SC Altenkessel, SC Halberg-Brebach, SpVgg Merzig, SV Ludweiler, SV Sankt Ingbert, VfB Neunkirchen II, Viktoria Hühnerfeld